# Nacionalismo vasco
El nacionalismo vasco (en euskera: eusko abertzaletasuna) es la idea de que los vascos son una nación que vive en un territorio normalmente denominado Euskal Herria y que apuesta, de maneras distintas y no en todo caso, hacia su independencia o hacia la manifestación de este pueblo como una nación y un sujeto político titular del derecho de autodeterminación frente a España y Francia. Defiende la unidad cultural y política de Euskal Herria y la identidad cultural vasca, incluida la reivindicación del euskera como lengua propia y tradicional del pueblo vasco.
Aunque la idea de la «nación vasca» había sido explorada por Larramendi y Chaho, el nacionalismo vasco contemporáneo surge de la mano de Sabino Arana a finales del siglo xix tras en la derrota de los partidarios de Carlos de Borbón en la tercera guerra carlista y la sustitución de los fueros y leyes de origen medieval por el concierto económico, tras la aprobación de la Ley de 21 de julio de 1876 que los suprimía. En su origen católico, tradicionalista y racialista, se secularizó tras el final de la guerra civil española y la Segunda Guerra Mundial, abandonando hasta cierto punto el concepto de raza vasca por la protección de la lengua y la cultura.
Desde la configuración del actual Estado autonómico en España, las dos corrientes principales del nacionalismo vasco son la representada por el Partido Nacionalista Vasco, de perfil democristiano y liberal, y, por otro lado, la izquierda abertzale, de carácter independentista e izquierdista. Históricamente, el sector mayoritario de la izquierda abertzale, en lo que se ha denominado el «Movimiento de Liberación Nacional Vasco», ha practicado la violencia armada para lograr la independencia, destacadamente la organización Euskadi Ta Askatasuna (ETA), fundada en 1958 y disuelta en 2018.
En las últimas elecciones autonómicas, los partidos políticos nacionalistas recibieron un 67,71 % de los votos en la comunidad autónoma del País Vasco (2024) y un 30,37 % en la Comunidad Foral de Navarra (2023). Según una encuesta de 2023, el 21 % de los residentes en la comunidad autónoma del País Vasco estaba a favor de la independencia y el 41 % estaba en contra, con el resto de la población indecisa. En 2022, el 41 % de la población afirmaba sentirse vasca y española y el 20 % se sentía solo vasca. Según una encuesta de 2023, el 36 % de los navarros se sentía vasco. En el País Vasco francés, el nacionalismo vasco es minoritario aunque varios partidos nacionalistas han ocupado alcaldías en algunos municipios y existe una tradición política regionalista.

## Historia

### Antecedentes y alegaciones de un sentimiento patriota vasco prenacionalista
- Según columnistas nacionalistas como José Mari Esparza[8] en el siglo VII, Fredegario menciona a la "Wasconum nationem",[9] No obstante, es importante recordar que la palabra latina nationem no significa lo mismo que el término nación, y que la idea del Estado-nación no surge hasta la Edad Moderna.

- Joannes Leizarraga, en la dedicatoria a la reina Juana de Albret de su traducción del Nuevo Testamento (1571), afirma:

Sin embargo, estando seguro de que los vascos, entre todas las demás naciones, no somos tan bárbaros que no podamos reconocer y alabar al Señor en nuestra lengua.

- En 1643 Pedro de Axular especifica los territorios que constituyen Euskal Herria: "Ceren anhitz moldez eta differenqui minçatcen baitira Euskal herrian, Naffarroa garayan, Naffarroa berrean, Çuberoan, Lapurdin, Bizcayan, Guipuzcoan, Alaba-herrian eta bertce anhitz leccutan".[cita requerida]

- La Diputación del Reino de Navarra expresa repetidamente en un texto de 1672 el término "Nación Bascongada" referido a "sus hijos, y naturales" y a los del "Señorío de Vizcaya, y Provincias de Guipúzcoa y Alava"[cita requerida]

- El sacerdote jesuita Manuel de Larramendi (1690-1766) escribió varias obras en defensa del euskera y utilizaba ya en el siglo XVIII el término «nación bascongada». Larramendi fue un defensor del foralismo y de la hidalguía universal de los vascos. Tampoco debe entenderse el uso de los términos «nación» y «República» como se usan en los siglos XIX, XX y XXI.

El Proyecto de las Provincias Unidas del Pirineo es sin duda magnífico y especioso (hermoso). República que se hará famosa con su gobierno aristocrático o democrático, como mejor pareciere, tomando de las repúblicas antiguas todo lo que las hizo célebres y ruidosas en el mundo, y de las modernas todo lo que es conveniente para su duración y subsistencia.

- Lo mismo que Juan de Perochegui que en 1769 edita su libro titulado "Origen de la Nación Bascongada y de su lengua".

- El alavés Landázuri habla ya en 1780 de "país bascongado" y en 1798 publica su obra "Historia civil de la M. N. y M. L. Provincia de Álava", en la que señala la tradicional independencia de Álava y de Vizcaya. Esta obra generó una gran controversia e inició una época de publicaciones en defensa de la independencia de los territorios vascos como la realizada por Pedro Novia de Salcedo en su libro "Defensa histórica legislativa y económica del Señorío de Vizcaya y Provincias de Álava y Guipúzcoa", acogiéndose también a esta tesis autores no vascos como Pérez Villamil, Vicente de la Fuente, Danvila y Collado y Oliver Hurtado; en oposición a la misma cabe citar a Luis Salazar y Castro.[11]

- Tras la primera invasión francesa de 1794, los diputados forales de Guipúzcoa José Fernando de Echave Asu y Romero y Joaquín María de Barroeta y Aldamar, a fin de evitar la anexión a Francia, solicitan formar una provincia independiente de Guipúzcoa amparada por la República, lo cual no es aceptado por los franceses, que exigen a los guipuzcoanos su anexión voluntaria a la República si no quieren ser tratados «como país conquistado».[12]

- Desde el exterior, en 1801, el investigador alemán Humboldt recorre el territorio y lo denomina expresamente como "nación vasca".[cita requerida]

- En 1810 el senador labortano Dominique Joseph Garat, que consideraba los vascos descendientes de los fenicios, propone a Napoleón la formación de un ""Estado Nacional Vasco" que se llamaría Nueva Fenicia con los territorios de ambos lados de los Pirineos, que se agruparían en dos departamentos, Nueva Tiro y Nueva Sidón, y cuya bandera y escudo serían los de Navarra, que considera eran los de las naves de Tiro[13]

- Juan Antonio de Iza Zamácola publica en 1818 "Historia de las naciones bascas de una y otra parte del Pirineo Septentrional y costas del mar Cantábrico (Auch, 1818, tres vols.)."

- El suletino Augustin Chaho es considerado un predecesor del nacionalismo vasco, pues en 1836 realiza una formulación explícita del nacionalismo vasco en su libro “Viaje por Navarra durante la insurrección de los vascos”.

- En sus memorias (1852), Francisco Espoz y Mina expresa: "Los guipuzcoanos, vizcaínos y alaveses en el interés de derechos y nacionalidad siempre han marchado unidos con los navarros".[14]

- La Diputación de Navarra invita en 1864 a las otras tres a participar en un proyecto mancomunado al que denomina "Laurac bat",[15] es decir, "las cuatro, una".

- El nacionalismo surgió con más fuerza a fines del siglo XIX, tras la política centralista llevada a cabo tras la Tercera Guerra Carlista, que conllevó la supresión de los fueros (leyes e instituciones propias) mediante la Ley de 21 de julio de 1876 (en Navarra mediante la  Ley Paccionada).

- En 1881 Pedro de Soraluce-Zubizarreta es el autor de una bandera de Euskal-Erria (sic), roja por Navarra y blanca por las tres Provincias Bascongadas que desfila en París en ese año en un homenaje a Víctor Hugo. La enseña venía acompañada de una estrella dorada en cada ángulo, un escudo con los de las cuatro provincias coronado por la corona real, en cada cuartel una cabeza de rey moro para recordar el lauburu y la divisa Laurac-bat sobre una cinta con los colores de España, en recuerdo de la hermandad vasco-navarra.[16][17]

- El primer partido político abiertamente nacionalista es el Partido Nacionalista Vasco (EAJ-PNV) fundado en 1895 por Sabino Arana,[18] que era partidario de la independencia de Vizcaya y de una confederación de Estados Vascos, si bien en sus inicios basaba sus planteamientos en los principios del nacionalismo romántico de la época, incluyendo el racismo.[19]

### SigloXIXyXX
El nacionalismo vasco moderno surge en el siglo XIX y llega hasta nuestros días. Debido a la extensión del tema, su trayectoria ha sido recogida en "Historia del nacionalismo vasco".
El nacionalismo vasco tiene sus antecedentes en los finales del siglo XVIII, en la filosofía de Herder y su concepto de Volksgeist, («la voluntad del pueblo»), idea que posteriormente fue seguida y desarrollada por autores como Fichte y Schelling.[cita requerida]
Algunos autores se remontan a la época del origen y esplendor del antiguo Reino de Navarra en el que ven los orígenes de este movimiento ideológico.
El alavés Landázuri habla en 1780 de país bascongado. En 1801, el investigador alemán Humboldt recorre la región y la reconoce expresamente como nación vasca.
Diez años más tarde, en 1811 el senador labortano Garat, que creía a los vascos descendientes de los fenicios, propone al Emperador Napoleón la formación de un "Estado Nacional Vasco" que se llamaría Nueva Fenicia con los territorios de ambos lados de los Pirineos, que se agruparían en dos departamentos, Nueva Tiro y Nueva Sidón, y cuya bandera y escudo serían los de Navarra, que considera eran los de las naves de Tiro. Precisamente será la Diputación de Navarra la institución que, en 1864, invita a las otras tres a participar en un proyecto mancomunado al que denomina "Laurac bat" (cuatro provincias unidas en una sola), en recuerdo de la unidad de los cuatro territorios de la Vasconia peninsular.
Entre los teóricos del nacionalismo vasco de comienzos del siglo XX se encontrarían Fray Evangelista de Ibero y Engracio de Aranzadi.

#### El nacionalismo de Sabino Arana

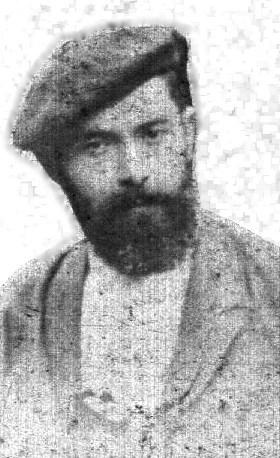
Sabino Arana.

En 1892 Sabino Arana Goiri publicó el libro Bizkaya por su independencia, que representa el acta de nacimiento del nacionalismo vasco. Diez años antes, cuanto tenía 17 años, se produjo su «conversión» del carlismo al nacionalismo bizkaitarra gracias a que su hermano Luis Arana lo convenció —un hecho ocurrido el Domingo de Resurrección, que desde 1932, cincuentenario del acontecimiento, el PNV lo conmemoró como el Aberri Eguna o Día de la Patria Vasca.
Su doctrina política se concretó en junio del año siguiente en el discurso de Larrazábal, en el que explicó que el objetivo político del libro Bizcaya por su independencia era despertar la conciencia nacional de los vizcaínos, pues España no era su patria sino Vizcaya y adoptó el lema Jaun-Goikua eta Lagi-Zarra (JEL, 'Dios y Ley Vieja'), síntesis de su programa nacionalista. Ese mismo año de 1893 comenzó a publicar el periódico Bizkaitarra en el que se declaró «antiliberal» y «antiespañol» —por esto último, sobre lo que sustentaba ideas muy radicales, pasó medio año en la cárcel y el periódico fue suspendido—.

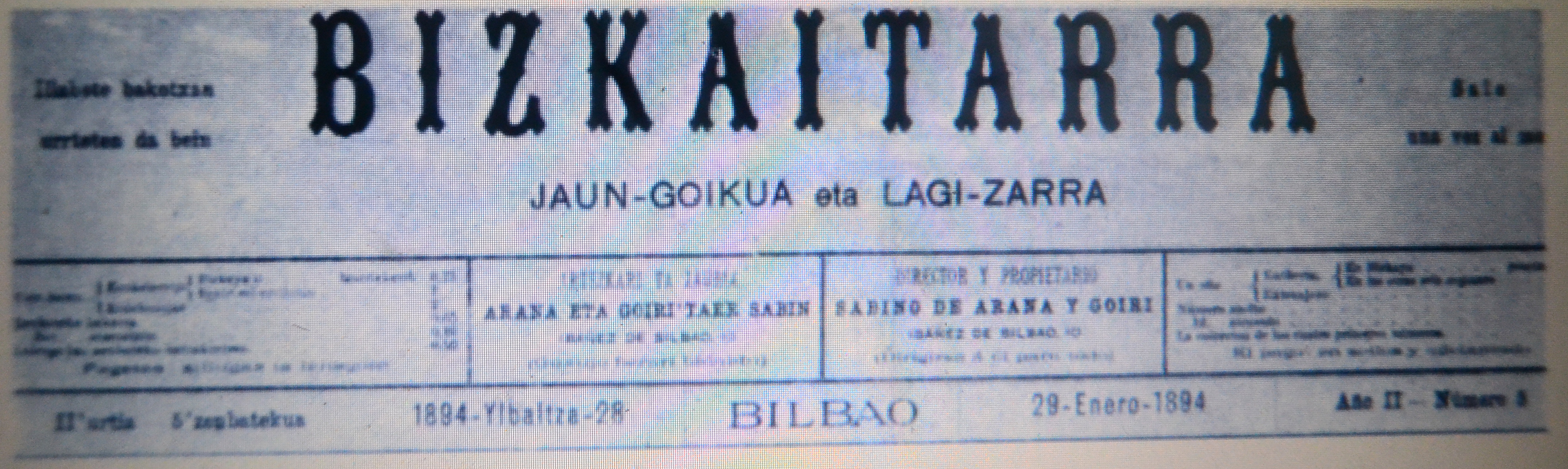
Cabecera del periódico Bizkaitarra con el lema Jaun-Goikua eta Lagi Zarra ('Dios y Ley Vieja') que será también el del PNV.

La propuesta nacionalista vasca de Sabino Arana se basaba en las siguientes ideas:
- Una concepción «orgánico-historicista» (o «esencialista») de la nación vasca —las naciones existen desde siempre con independencia de la voluntad de sus habitantes— cuyo «ser» propio son la religión católica y la raza vasca —identificada por los apellidos y no por el lugar de nacimiento, de ahí que exigiese tener los cuatro primeros apellidos vascos para ser miembro del primer batzoki, aunque el PNV más adelante los redujo a uno— y no el euskera —en lo que se diferenciaba notablemente del nacionalismo catalán, cuyo rasgo identitario más importante era la lengua—. «Si nos dieran a elegir entre una Bizcaya poblada de maketos que sólo hablasen el euskera y una Bizcaya poblada de bizcaínos que sólo hablasen el castellano, escogeríamos sin dubitar esta segunda porque es preferible la sustancia bizcaína con accidentes exóticos que pueden eliminarse y sustituirse por los naturales, a una sustancia exótica con propiedades bizcaínas que nunca podrían cambiarla», escribió Sabino Arana en su opúsculo de 1894 Errores Catalanistas.

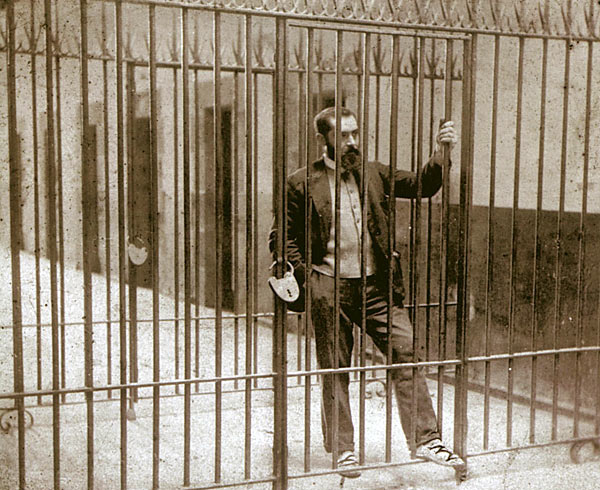
Sabino Arana en la cárcel de Larrinaga en 1895

- El integrismo católico y el providencialismo que le lleva a rechazar el liberalismo, pues este «nos aparta de nuestro último fin, que es Dios», y en consecuencia a reclamar la independencia de la España liberal, y alcanzar así la salvación religiosa del pueblo vasco. «Bizkaya, dependiente de España, no puede dirigirse a Dios, no puede ser católica en la práctica», afirmó, y por eso proclamó que su grito de independencia «SÓLO POR DIOS HA RESONADO».
- La nación vasca entendida como antagónica de la nación española —son «razas» distintas— pues han sido enemigas desde la antigüedad. Vizcaya, como Guipúzcoa, Álava y Navarra, lucharon siempre por su independencia frente a España, cosa que consiguieron cuando los reyes «españoles» no tuvieron más remedio que concederles sus fueros. Desde entonces, según Arana, los cuatro territorios fueron independientes de España y entre sí, hasta que en 1839 los fueros fueron subordinados a la Constitución española, pues según Arana, a diferencia de los fueristas, fueros vascos y Constitución española eran incompatibles. «El año 39 cayó Bizcaya definitivamente bajo el poder de España. Nuestra patria Bizkaya, de nación independiente que era, con poder y derecho propios, pasó a ser en esa fecha una provincia española, una parte de la nación más degradada y abyecta de Europa», escribió Arana en 1894.

Ikurriña con las proporciones del diseño original de los hermanos Luis y Sabino Arana.

- El pueblo vasco —definido racialmente, no lingüística ni culturalmente— ha ido «degenerando» en un dilatado proceso que culmina en el siglo XIX con la desaparición de los Fueros. En ese proceso los inmigrantes españoles que han llegado —«invadido», según Arana— al País Vasco a trabajar en sus minas y en sus fábricas —los maquetos— son los culpables de todos los males: de la desaparición de la sociedad tradicional —con la industrialización, de ahí el anticapitalismo inicial y la idealización del mundo rural de Arana: «Fuese pobre Bizcaya y no tuviera más que campos y ganados, y seríamos entonces patriotas y felices»— y de su cultura basada en la religión católica —con la llegada de ideas modernas antirreligiosas, como «la impiedad, todo género de inmoralidad, la blasfemia, el crimen, el libre pensamiento, la incredulidad, el socialismo, el anarquismo...»— y del retroceso de la lengua vasca.
- La única forma de acabar con la «degeneración» de la raza vasca es que recupere su independencia de España, volviendo a la situación anterior a 1839 —lo fundamental, según Arana, era reclamar la derogación de la ley de 1839, no la de 1876—. Una vez conseguida la independencia se constituiría una Confederación de Estados vascos con los antiguos territorios forales de ambas vertientes de los Pirineos —Vizcaya, Guipúzcoa, Álava y Navarra, de la parte sur; Benabarra, Lapurdi y Zuberoa, de la parte norte—. Esta Confederación que denominó Euskadi se basaría en la «unidad de raza, en lo posible» y en la «unidad católica», por lo que en ella solo tendrían cabida los vascos de raza y los católicos confesionales, quedando excluidos no solo los inmigrantes maquetos sino también los vascos de ideología liberal, republicana o socialista.

#### El Partido Nacionalista Vasco
En 1894, Sabino Arana fundó el Euskeldun Batzokija, el primer batzoki, un centro nacionalista y católico integrista muy cerrado, pues solo contó con un centenar de socios por las rígidas condiciones de ingreso. También fue clausurado por el gobierno, pero fue el embrión del Partido Nacionalista Vasco (Eusko Alderdi JELtzalea, EAJ-PNV) fundado en la clandestinidad el 31 de julio de 1895 —festividad de san Ignacio de Loyola, a quien admiraba Arana—. Dos años después Arana adoptaba el neologismo Euskadi —país de los euzkos o vascos de raza—, pues no le gustaba el nombre tradicional de Euskalerria —pueblo que habla euskera—.
El EAJ-PNV, fundado en el contexto de la corriente del romanticismo, organizativamente resultó novedoso para su época en comparación con los partidos tradicionales, que resultaban muy poco participativos y tenían una férrea estructura de "partidos de cuadros", con la excepción del PSOE.
Los Arana se preocuparon de que su partido lo formara una base social teniendo como referencia los "batzokis", configurados como centros vasquistas que constituirían algo más que sedes de un partido. Estos se dotaron de un funcionamiento democrático interno y participativo entre sus miembros, quienes tenían en un principio restringida su afiliación, e incluso la entrada, en virtud de sus orígenes genuinamente vascos. Eran los propios miembros de estos centros los que designaban a los representantes y cargos del partido. En la actualidad existen casi doscientos.
Este partido contaba con más apoyo en el medio rural que en las grandes ciudades; ciertos autores señalan que, analizando los electos nacionalistas de esa época, se desprende que pertenecían en su mayoría a la clase media, en su mayor parte autónomos, del entorno rural.

#### El surgimiento de la izquierda abertzale

##### Euskadi Ta Askatasuna (ETA)

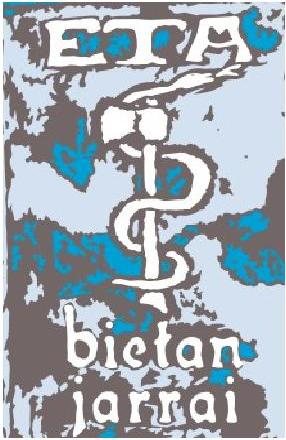
Emblema de ETA

ETA fue una organización terrorista, que tuvo como principal objetivo la construcción de un Estado socialista en Euskal Herria y su independencia de España y Francia. Sus integrantes, llamados «etarras», utilizaron el asesinato, el secuestro y la extorsión económica para lograr este fin. El 95% de los asesinatos de ETA tuvieron lugar después de la muerte de Francisco Franco. La mayoría tuvieron lugar en las décadas de 1970, 1980 y 1990. La mayoría de los asesinados fueron guardias civiles, policías y militares, aunque el 41 % de sus víctimas mortales fueron civiles, entre ellos: jueces, políticos del PSOE y del PP, periodistas, empresarios y catedráticos, la mayoría vascos, además de otras personas cuya muerte en atentados y explosiones ETA ha considerado como un daño colateral.

## Organizaciones políticas y sindicales

### Actualidad
Teniendo en cuenta la disparidad de posturas ideológicas existentes, estos son los principales partidos nacionalistas vascos:
- Desde 1978 a 2025:
  - Euzko Alderdi Jeltzalea - Partido Nacionalista Vasco (EAJ-PNV): considerado el primer partido del nacionalismo vasco, fue fundado en 1895 por Sabino Arana Goiri y gobernó el País Vasco en solitario o en coalición desde la Transición hasta 2009 sin interrupción, le sucedería el PSE-EE durante una legislatura y volverían al Gobierno en 2012. La palabra jeltzale viene de las siglas JEL, que quieren decir "Jaungoikoa eta Lege Zarra", Dios y la Ley Vieja (en referencia a los fueros) en euskera. Esta fue una respuesta al himno carlista Dios, patria y rey.
  - Eusko Alkartasuna (EA): Solidaridad Vasca en castellano. Fundado por el ex lehendakari Carlos Garaikoetxea en 1986 como escisión del PNV. Ha gobernado en diversas coaliciones con el PNV en el País Vasco desde 1994 hasta 2009. Actualmente está integrado en Euskal Herria Bildu.
  - Sortu: Surgir o Crear en castellano. Partido político formado en 2011 por sectores independientes de la izquierda abertzale. Viene a ocupar el espacio dejado por Batasuna, formación abertzale ilegalizada en España en 2003 y autodisuelta en Francia diez años más tarde, donde continuaba siendo legal. Actualmente está integrado en Euskal Herria Bildu.
  - Geroa Bai (G.Bai): Sí al Futuro en castellano. Coalición navarra formada en 2011 y que agrupa al PNV y a un grupo de independientes. Defiende el derecho de los navarros a decidir su futuro, considerándose a sí misma una coalición navarrista-vasquista. Sustituye el sector político ocupado por Nafarroa Bai a partir de las elecciones generales de 2011 tras la integración de Aralar (propietario de la marca electoral) en Amaiur.
  - Izquierda Mirandesa: partido político que actúa en la localidad de Miranda de Ebro, en la provincia de Burgos. Se engloba en la izquierda abertzale. Defiende el cambio de provincia de Miranda, su comarca y el Condado de Treviño, de Burgos a Álava, y por tanto, a la comunidad autónoma de Euskadi. Actualmente Izquierda Mirandesa está integrado en Euskal Herria Bildu.
  - Alternatiba: escisión soberanista de Ezker Batua. Su ámbito de actuación es Euskal Herria, por lo que defienden el derecho a la autodeterminación y un mayor autogobierno para sus territorios desde una perspectiva anticapitalista. Forma parte de EH Bildu. Actualmente está integrado en Euskal Herria Bildu.
  - Bildu: Reunir(se) en castellano. Coalición de Eusko Alkartasuna, Alternatiba e independientes de la izquierda abertzale, formada en 2011 y de ideología independentista, nacionalista, soberanista y de izquierdas. Sortu, el partido de la Izquierda Abertzale, se integró en esta coalición soberanista. Se disolvió en 2015.
  - Amaiur: coalición formada por los integrantes de Bildu más Aralar, que se presentó a las elecciones generales de 2011. Fue disuelta en 2015 al integrarse los partidos que la componían en Euskal Herria Bildu.
  - Euskal Herria Bildu (EH Bildu): Reunir Euskal Herria en castellano. Coalición formada por los integrantes de Amaiur junto con Sortu, una vez producida su legalización por el Tribunal Constitucional. Se presentaron por primera vez a unas elecciones en las autonómicas vascas de 2012.
  - Euskal Herria Bai (EH Bai): Sí a Euskal Herria en castellano. Formación independentista de izquierdas radicada en el País Vasco francés fundada en 2007.
- Desde 2015:
  - País Vasco:
    - Partido Nacionalista Vasco (PNV)
    - Euskal Herria Bildu

  - Navarra:
    - Geroa Bai
    - Euskal Herria Bildu

  - País Vasco Francés:
    - Euskal Herria Bai
    - Parti Nationaliste Basque (PNB)

### Históricos
- Abertzaleen Batasuna (AB): traducible como Unidad de Patriotas, fue un partido independentista vasco que circunscribía su actividad al País Vasco francés. Al igual que Batzarre, estuvo en su día unida a Batasuna, pero se desvinculó de ésta tras la ruptura de la tregua entre 1998 y 1999. En 2007 se integró en Euskal Herria Bai, disolviéndose en 2022.

- Acción Nacionalista Vasca (EAE-ANV): fue el primer partido vasco de izquierda nacionalista. Fundado en 1930 en respuesta a la reunificación del PNV de la época, formó parte del Gobierno Vasco durante la II República y la dictadura franquista (en el exilio). Se presentó a las elecciones generales de 1979 y fue uno de los partidos que formaron Herri Batasuna. En 2007 se presentó a las elecciones en solitario consiguiendo representación en los ayuntamientos y Juntas Generales en los que sus listas no fueron anuladas. La formación fue ilegalizada por el Tribunal Supremo el 18 de septiembre de 2008 al estimar su vinculación con la organización terrorista ETA y la ilegalizada Batasuna.[26]

- Aralar: tomaba el nombre de una sierra montañosa con la misma denominación situada entre Navarra y Guipúzcoa. Fundado por Patxi Zabaleta, era una escisión de Herri Batasuna que rechazaba la violencia de ETA. Participaron en Amaiur y Euskal Herria Bildu. Se disolvió en 2017, integrándose en Euskal Herria Bildu.

- Batasuna: Unidad en castellano. Surge en 2001 de la refundación de Euskal Herritarrok (EH) y Herri Batasuna (HB), siendo esta última la formación histórica de la izquierda abertzale. Ilegalizada en España en 2003 por su vinculación con ETA, continuó sus actividades como asociación en Francia, hasta su disolución a principios de 2013.

- Euskal Iraultzarako Alderdia (EIA): Partido de la Revolución Vasca, creado por ETA-pm en 1976 que impulsó la coalición Euskadiko Ezkerra en 1977 y finalmente, en 1982, convergió con el Partido Comunista de Euskadi para formar Euskadiko Ezkerra-Izquierda para el Socialismo.[27]

- Hamaikabat (H1!): partido político surgido en 2009 de una escisión de Eusko Alkartasuna que no apoyaba la apuesta de este por la creación de un "polo soberanista" a la izquierda del PNV. El 30 de julio de 2011, y tras los malos resultados obtenidos en las elecciones municipales y forales del 22 de mayo de ese año, se decidió disolver la organización como partido político, manteniéndolo transitoriamente para gestionar los cargos que conservaran y seguir trabajando como plataforma política.

- Herri Alderdi Sozialista Iraultzailea (HASI): Partido Socialista Revolucionario Popular, surgido en 1977 por la fusión de otros dos partidos. Integrante de la Koordinadora Abertzale Sozialista, su ideología era marxista-leninista e independentista, y está considerado como el partido más próximo en su época a la organización terrorista ETA. Decidió autodisolverse en 1992.

- Euskadiko Ezkerra (EE): Izquierda de Euskadi en castellano. Partido surgido en 1977 como coalición de EIA y Euskadiko Mugimendu Komunista, siendo el primero un partido vinculado a ETA-pm y el segundo un partido comunista que provenía de una escisión obrerista de ETA. En 1982 se convirtió en partido político al converger EIA con el Partido Comunista de Euskadi y otros grupos menores. Se fusionó en 1993 al PSE, federación vasca del PSOE, formando el actual Partido Socialista de Euskadi-Euskadiko Ezkerra.[27]

- Herri Batasuna (HB): Unidad Popular en castellano. Surge en 1978 como coalición de cuatro partidos de la izquierda abertzale: HASI, ESB-PSV, LAIA y ANV. En 1986 es registrado como partido político. En 2001, desaparece al decidir su refundación en Batasuna.

- Euskal Ezkerra (EuE): Izquierda Vasca en castellano. Escisión nacionalista de Euskadiko Ezkerra que no aceptó la unión con el PSE. Se coligó en 1993 con Eusko Alkartasuna pero posteriormente se desvinculó y anunció su disolución al año siguiente.

- Euskal Herritarrok (EH): Ciudadanos Vascos en castellano. Agrupación electoral de la izquierda abertzale formada en 1998, integrada mayoritariamente por Herri Batasuna, a la que se unieron en un principio otras formaciones más pequeñas, como Batzarre y Zutik. Tras la ruptura de la tregua por ETA en 2000, los grupos minoritarios abandonaron EH. Fue ilegalizada en 2003.

- Euskal Herrialdeetako Alderdi Komunista / Partido Comunista de las Tierras Vascas (EHAK/PCTV): Escisión de Euskal Herritarrok con ideología comunista estalinista. Fue apoyado abiertamente por Batasuna, tras su ilegalización, para que consiguiera representación en el Parlamento Vasco, pero no dependía orgánicamente de ésta. Al igual que ANV, fue ilegalizada por el Tribunal Supremo el 18 de septiembre de 2008.[26]

- Nafarroa Bai (NaBai): Navarra sí en castellano. Coalición navarra formada en el año 2004 y que agrupaba a los partidos PNV, EA, Aralar y Batzarre, junto a un grupo de independientes. Se disolvió en 2015.

### Posturas mixtas
Algunos partidos, sin reclamarse nacionalistas, defienden su carácter vasquista, siendo partidarios de la autodeterminación o, más moderadamente, de estrechar lazos entre el País Vasco y Navarra:
- Batzarre: Literalmente, Junta. Pequeño partido vasquista de izquierdas de origen navarro. Se incorporó a la coalición Euskal Herritarrok durante la tregua de ETA de 1998, pero se desligó de dicha coalición por su falta de condena del terrorismo de ETA tras la ruptura de la tregua. De 2004 a 2011 formó parte de la coalición Nafarroa Bai, para coaligarse posteriormente con Izquierda Unida de Navarra.

- Partido Carlista de Euskal Herria (EKA): Partido foralista de izquierdas cuyo lema es "Socialismo y Autogestión", partidario del derecho de autodeterminación del pueblo vasco. Defiende la unión de los territorios vasco-españoles en un mismo ente político, con la reintegración foral plena de los fueros de 1841. Partidario de la confederación con el resto de pueblos de España.

- Partido Comunista de Euskadi (PCE-EPK): La federación del Partido Comunista de España no defiende el nacionalismo, sino la autodeterminación para Euskal Herria con el fin de crear una red de repúblicas socialistas.

- Ezker Batua-Berdeak, referente de Izquierda Unida (IU) en el País Vasco hasta 2011, propugnaba un modelo intermedio al que denominan "federalismo de libre adhesión", defendía la autodeterminación vasca y compartió gobierno en el País Vasco junto con PNV y EA. Dicha tendencia fue criticada por la ejecutiva central de IU y por las opciones partidarias del "nacionalismo español".[28] Se disolvió en 2014 tras años de conflictos internos.

- Zutik: Literalmente, en pie o de pie. Agrupaba a nacionalistas y no nacionalistas de izquierda en el País Vasco que creían posible una solución consensuada del conflicto vasco que respetase las diferentes identidades y sensibilidades existentes en torno a Euskal Herria. Al igual que Batzarre, abandonó Euskal Herritarrok en el año 2000. Anunció finalmente su autodisolución el 17 de diciembre de 2011.

### Sindicatos
- Euskal Langileen Alkartasuna-Solidaridad de los Trabajadores Vascos (ELA-STV).
- Langile Abertzaleen Batzordeak (LAB), Comisiones de Trabajadores Patriotas.

## Símbolos

Ikurriña

Lauburu

Arrano beltza

El nacionalismo vasco, al igual que otras ideologías, cuenta con una simbología propia:
- Aberri Eguna: cada Domingo de Resurrección los partidos nacionalistas vascos celebran el Aberri Eguna, el día de la patria vasca.[29]
- Aberri: Sabino Arana estableció el vocablo "aberri" (patria) por primera vez para sintetizar la existencia de una palabra en euskera que denominara el anhelo de su ideología. Con este mismo sentido surgiría el concepto "Euzkadi", neologismo creado por Arana frente al concepto "Euskal Herria", utilizado ampliamente hasta entonces por los partidos que él consideraba "españolistas".
- Abertzale: de la palabra "aberri" se deriva "abertzale" (patriota) que es frecuentemente empleada por los partidos nacionalistas para referirse a la comunidad que representan.
- Ikurriña: literalmente, bandera, fue diseñada por los hermanos Arana para ser en principio la bandera de Vizcaya; su extensión dio lugar a que fuera aceptada como bandera oficial de la comunidad autónoma del País Vasco. El nacionalismo vasco también la adopta simbólicamente como bandera de Euskal Herria.
- Lauburu: estela solar de origen desconocido y muy similar a símbolos muy extendidos por otras culturas. Literalmente significa "cuatro cabezas"; algunos autores han establecido conexiones entre este emblema, habitual en las tumbas medievales de toda la cornisa cantábrica, con el lábaro cántabro. El nacionalismo lo ha identificado como símbolo de la unión de los cuatro territorios vascos en España (Álava, Vizcaya, Guipúzcoa y Navarra); a cada uno de los cuales correspondería una de las cabezas del lauburu. Dicha Unión es nominalmente conocida como "Laurak bat" (los cuatro en uno) y se convertiría en "Zazpiak bat" (los siete en uno), añadiendo los tres territorios ultrapirenaicos (Labort, Sola y Baja Navarra).
- Arrano beltza: literalmente, águila negra, fue el sello del rey navarro Sancho VII el Fuerte. Es asimilada como la primera bandera de Vasconia.

## Manifestaciones nacionalistas

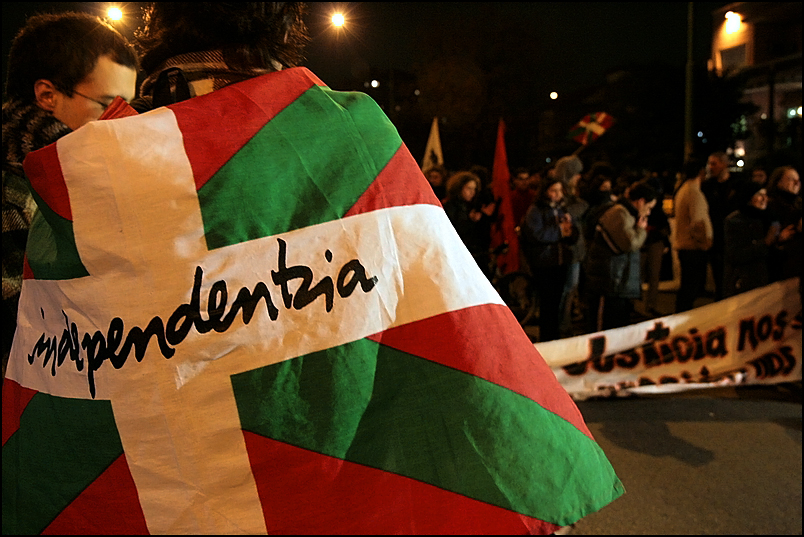
Manifestación nacionalista vasca en Montevideo, Uruguay.

El nacionalismo vasco se manifiesta en numerosos ámbitos culturales, sociales y deportivos.
Dentro de estos últimos, los grupos ultras de los equipos deportivos del norte pirenaico reivindican objetivos nacionalistas, en torno a Euskal Hintxak, que agruparía a grupos ultras de diversos equipos como los Indar Gorri de Osasuna de Pamplona, Zabaleta Harmaila de la Real Sociedad de San Sebastián, Herri Norte Taldea o Abertzale Sur del Athletic Club, Iraultza 1921 del Club Deportivo Alavés.
Además, para reivindicar la oficialidad de las selecciones deportivas vascas creó la Plataforma Pro Selecciones Vascas (ESAIT).

## Apoyo social
Los datos de noviembre de 2007 del Euskobarómetro, estudios sociológicos periódicos realizados por la Universidad del País Vasco (UPV-EHU) y dirigidos por Francisco José Llera Ramo, catedrático de Ciencia Política y de la Administración, arrojan resultados contradictorios: así, el 34 % muestra tener grandes deseos de independencia, un 22 % tiene pequeños deseos de independencia y un 32 % ninguno.
Según este estudio, un 39 % apuesta por la autonomía, un 30 % por el independentismo, un 27 % por el federalismo y solo el 1 % apoyaría el centralismo; un 42 % se considera nacionalista, frente a un 51 % que se considera no nacionalista - con un acusado descenso de las posiciones nacionalistas de los encuestados, que en mayo de 2006 solo estaban a un punto de los no nacionalistas, considerando a España como su nación el 3 % y como su país el 18 %.
Además en el 2007, el estudio refleja que un 31 % se considera tan vasco como español, un 33 % solo vasco, un 22 % más vasco que español, un 5 % solo español y un 4 % más español que vasco.
Por otro lado, los resultados que se desprenden del Sociómetro del Gobierno Vasco muestran, en una metodología distinta, otros resultados. Según el Gabinete de Prospección Sociológica en mayo de 2006, el 32 % estaba "de acuerdo con la independencia del País Vasco" frente a un 26 % que opinaba en ese sentido en enero de 2007. Este acusado descenso se debe a que, mientras en 2006 el 19 % "estaría de acuerdo o no según las circunstancias", en la edición de enero de 2007 el porcentaje se eleva hasta el 35 %. El 28 % está en desacuerdo en 2007 - frente a un 35 % que así respondía el año anterior - y aquellos que no saben o no contestan evolucionan del 15 % al 11 %.
No obstante, en ambos estudios el ámbito de la encuesta incluye únicamente al País Vasco, excluyendo tanto a la Comunidad Foral de Navarra como a las tres provincias del País Vasco francés.
En el estudio presentado por Eusko Ikaskuntza en marzo de 2007 Identidad y cultura vascas a comienzos del siglo XXI, sí se reflejan las opiniones de todas las regiones. Se trata de una extensa investigación que consta de 147 páginas en la misma, y sobre el total de encuestados, un 44 % asegura sentirse más vasco que español o francés, un 23 % tan vasco como español o francés, un 12 % más español o francés que vasco, un 7 % más navarro que vasco, un 4 % tan español como navarro, un 3 % tan vasco como navarro y un 7 % otros.
Durante la campaña de las elecciones al Parlamento Vasco de 2012 y al hilo del debate sobre la independencia surgido en Cataluña tras la manifestación del 11 de septiembre de 2012, el diario Gara publicó una encuesta sobre la independencia. Ante la pregunta de si los vascos apoyarían la independencia, el 51 % votaría en contra y el 49 % a favor. La mayoría de los vascos (56,4 %) no contestó a si esta independencia mejoraría o empeoraría las condiciones del País Vasco.
A fecha de 13 de diciembre de 2017, en mitad del proceso soberanista catalán, el Deustobarómetro publicó un estudio de opinión de la sociedad vasca en la que el apoyo a la independencia del País Vasco se situaba en «mínimo histórico» del 14,3 %, mientras que un 29,5 % se conformaba con la autonomía que tenían y un 39,7 % apostaba por una mayor autonomía. Un 42,6 % de la sociedad vasca se oponía a realizar un referéndum soberanista frente al 39,3 % que lo defendía. En el caso de que hubiese urnas, el 42 % votaría no, frente a un 23 % que votaría sí.
El 15 de diciembre de 2017, se publicaron los datos del Euskobarómetro, que indicaban que un 58 % de la población apoyaba un referéndum en la región, frente a un 33 % que no lo apoyaban, y que, en el caso de que lo hubiese, un 47 % votaría no, frente a un 33 % que votaría que sí. Según recoge el sondeo, más allá de cuál sea la fórmula política del autogobierno vasco, un 30 % de la ciudadanía manifiesta tener deseos grandes de independencia. Frente a estos, un 59 % de los vascos "tiene pocos o ningún deseo de independencia".
Por otra parte, el 66 % rechaza iniciar un proceso similar al catalán en Euskadi y el 81 % cree que el referéndum del 1-O no podía considerarse "plenamente legal y válido".